# Jules de Polignac
Jules Auguste Armand Marie, công tước Polignac (14 tháng 5 năm 1780 – 2 tháng 3 năm 1847) là một chính trị gia người Pháp, từng giữ chức Thủ tướng từ 8 tháng 8 năm 1829 tới 29 tháng 7 năm 1830.
Jules de Polignac sinh tại Versailles, con trai của Yolande de Polastron. Là bạn của Charles X, năm 1829, Polignac được chỉ định làm thủ tướng, thay thế Jean-Baptiste Sylvère Gay. Chính phủ bảo hoàng của Polignac cùng chiếu dụ Saint-Cloud ngày 25 tháng 7 năm 1830 đã khiến phe đối lập nổi dậy, gây nên cuộc Cánh mạng Tháng bảy.
Sau một thời gian ở nước ngoài, Polignac quay về Pháp và mất ở Paris ngày 2 tháng 3 năm 1847.